# Rodillazo

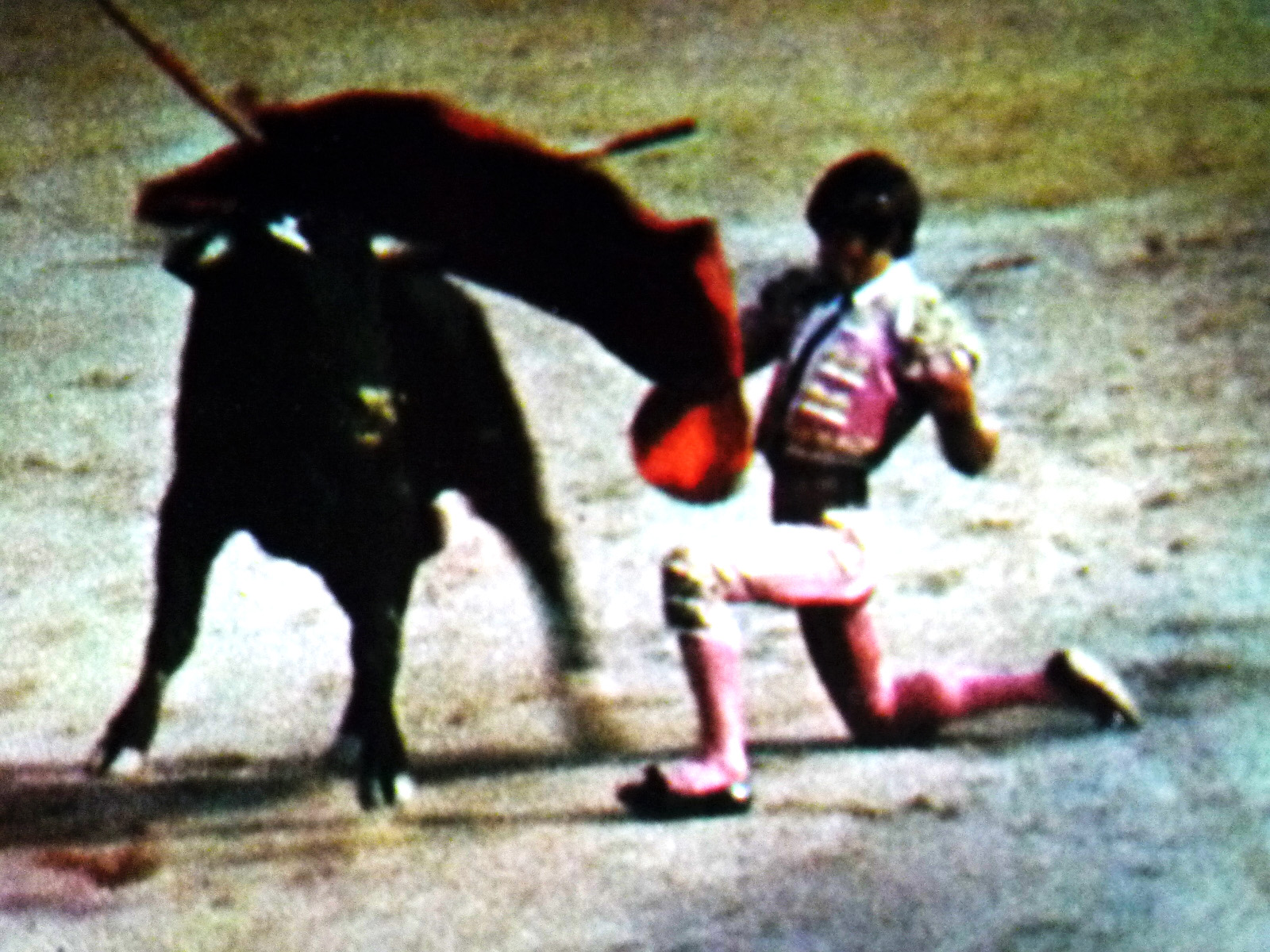
El Cordobés, exéutant un farol de rodillas (à genoux)

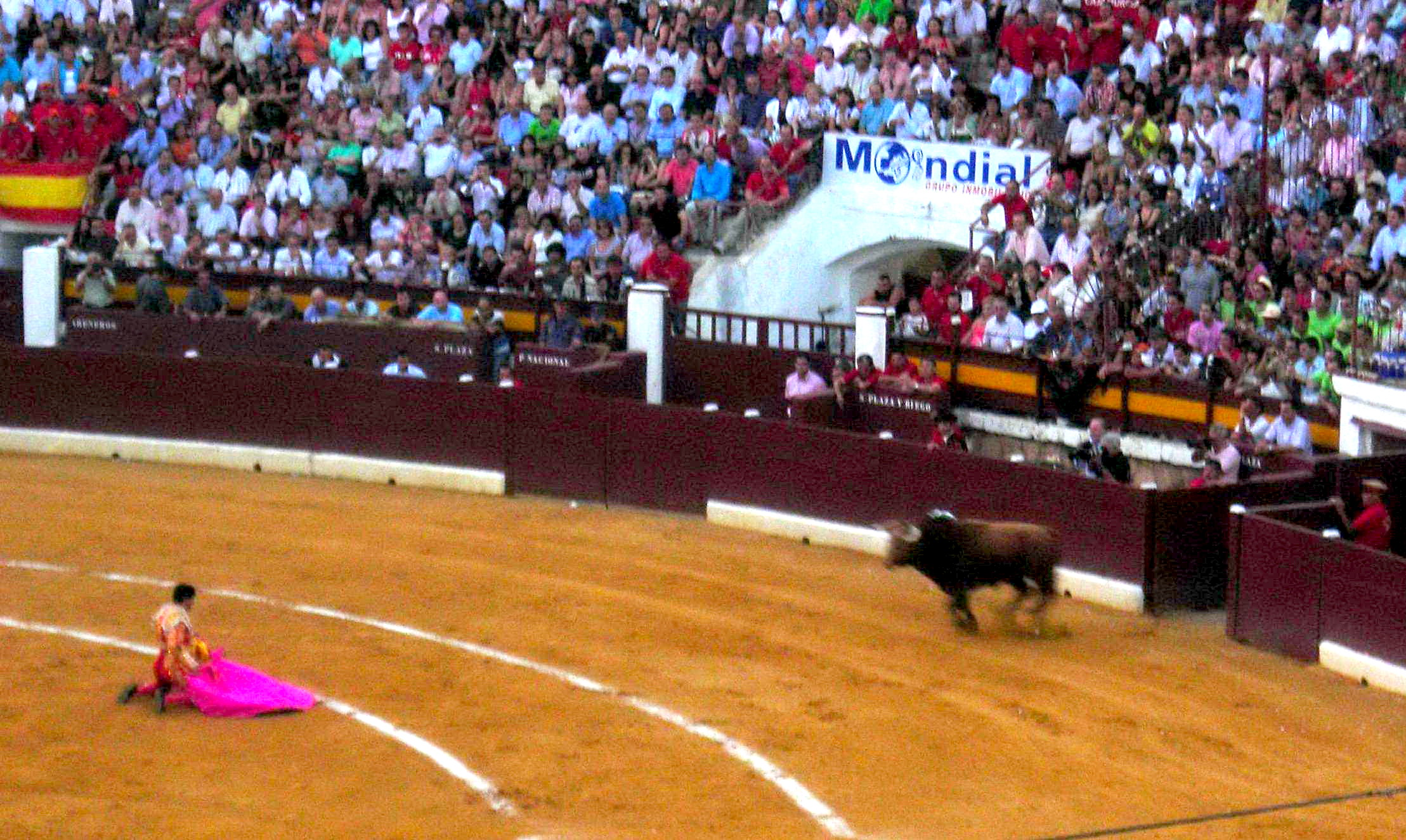
réception du taureau a porta gayola par Pepín Liria de rodillas (à genoux)

Dans le monde de la tauromachie, le rodillazo  ou encore pase de rodillas est une passe de muleta  ou de cape effectuée par le matador avec un ou deux genoux (rodillas) en terre. Elle comprend une infinité de déclinaisons aussi bien à la cape qu'à la muleta.

## Historique

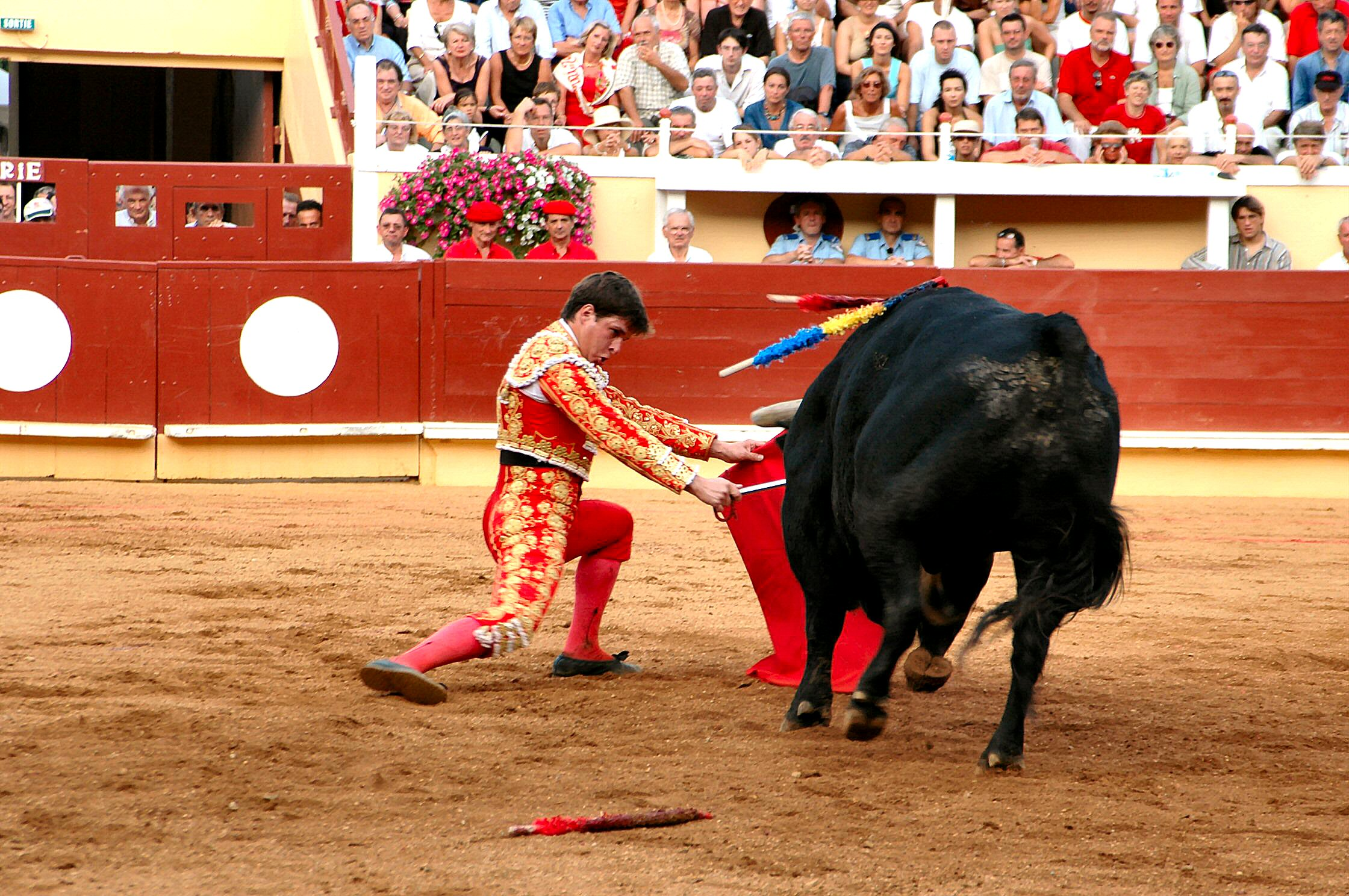
El Juli, doblón de aliño en fin de faena, avec un genou presque en terre

D'après le critique taurin espagnol Don Ventura Bagüés, le premier torero à avoir mis un genou en terre fut Francisco Montes « Paquiro ». L'évènement eut lieu le 29 juin 1846 devant un taureau de Hidalgo Barquero. Pour asseoir son affirmation, Don Ventura s'appuyait sur une chronique du journaliste, poète, et chroniqueur équatorien Joaquín Gallegos Lara, qui écrivait : « ... et Montes, après une naturelle exécuta une passe de poitrine et termina avec un genou en terre. »
Le ou les genoux en terre était d'abord réservés à une certaine catégorie de passes : les doblones, les largas, les largas cambiadas, mais à mesure que le taureau perdait en taille, le procédé fut appliqué à presque toutes les passes : le farol devenant farol de rodillas.
Les toreros en ont usé beaucoup à la cape pour commencer, puis à la muleta, le salto de la rana inventé par « El Cordobés » n'étant qu'un des avatars de cet usage.

## Les usages
Le mot rodillazo désigne surtout une manœuvre utilisée dans les demi-passes par devant. Lorsqu'il agit d'une passe complète, on ajoute de rodillas au nom de la passe en question. Il existe ainsi des passes de poitrine de rodillas, des molinetes de rodillas, des largas cambiadas de rodillas à la cape : voir les images larga cambiada de rodillas et autres rodillazos.
Beaucoup d'historiens de la tauromachie considèrent que l'abus de rodillazos, surtout à la muleta est un aberration. Par exemple la passe haute de muleta faite à genoux fait perdre toute son efficacité à une passe qui a pour but de faire relever la tête d'un taureau noble qui humilie exagérément.